# پیر و خردمند
«پیر و خردمند» (به انگلیسی: Old and Wise) ترانه‌ای است از گروه انگلیسی آلن پارسونز پراجکت. این یکی از قطعه‌های آلبوم چشم در آسمان بود که در سال ۱۹۸۲ در قالب تک‌آهنگی از آن آلبوم منتشر شد. ترانه از زبان مردی سالخورده روایت می‌شود که با نزدیک‌شدن زمان مرگش کسانی را که می‌شناخت با عشق و محبت خطاب می‌کند، چون دیگر زمانی برای مرور خاطرات تلخ ندارد.
آواز نسخهٔ اصلی ترانه را کالین بلانستون خوانندهٔ گروه زامبیز اجرا کرده‌است. آلن پارسونز زمانی‌که به‌عنوان مهندس صدا در اَبی رُود کار می‌کرد با بلانستون آشنا شد و این آشنایی منتهی به همکاری آن‌ها در ضبط چند ترانه شد. در سال ۲۰۰۳ بلانستون آلبومی انفرادی به‌نام پیر و خردمند منتشر کرد که ترانهٔ «پیر و خردمند» یکی از قطعات آن بود.

## نظر منتقدان
اسپاتنیک‌میوزیک از «پیر و خردمند» به‌عنوان تاثیرگذارترین لحظهٔ آلبوم چشم در آسمان یاد کرده‌است. به نوشتهٔ این وب‌سایت اجرای سودازده و نفس‌گیر بلانستون باعث می‌شود اشعار احساسی ترانه مستقیماً از قلب شنونده عبور کنند.

## فهرست قطعه‌های تک‌آهنگ
- روی صفحه: «پیر و خردمند» - ۴:۵۲
- پشت صفحه: «فرزندان ماه» - ۴:۴۹[۷]

## موقعیت در جدول‌های فروش موسیقی
| چارت (۱۹۸۲–۱۹۸۳)                | بالاترین جایگاه |
| ------------------------------- | --------------- |
| اولتراتاپ بلژیک (فلاندر)        | ۳۱              |
| ۴۰ تک‌آهنگ برتر هلند             | ۱۹              |
| آفیشال چارتس بریتانیا           | ۷۴              |
| جدول معاصر بزرگسال مجلهٔ بیلبورد | ۳۵              |